# 포금

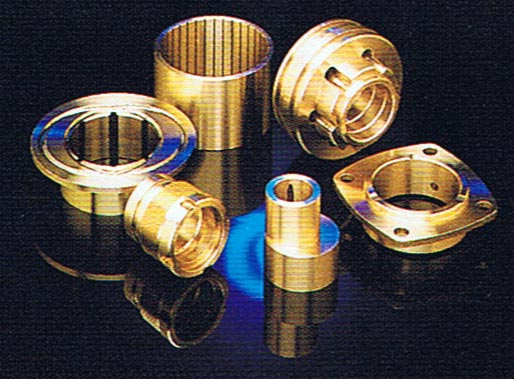

포금(gunmetal)은 청동의 일종이다. 구리 88%, 주석 8-10%, 아연 2-4%의 합금이다. 원래 캐넌포 포신을 만드는 데 사용되었다. 오늘날 총포류 재료로서는 강철에 대부분 대체되었고, 증기와 염분에 부식내성이 강한 것을 이용해 밸브나 기어 등 배관부품이나 정밀부품의 재료로 사용된다.
인장강도는 221-310 메가파스칼, 비중은 8.7, 브리넬 굳기는 65-74, 녹는점은 섭씨 1,000 도다.